# Langley (unité)
Le langley (Ly) est une unité d'énergie rayonnante par unité de surface égale à la calorie par centimètre carré. Il est surtout utilisé pour la mesure du rayonnement solaire à la surface terrestre (insolation). Il est nommé en l'honneur de Samuel Pierpont Langley (1834-1906) depuis 1947.

## Définition
Un langley est égal à la calorie par centimètre carré (1 Ly = 1 cal/cm2), ce qui correspond en unité du Système international à :
- 41 840 J/m2 (joules par mètre carré) ;
- 11,622 watts-heures par mètre carré[2]